# 다니엘 콘벤디트

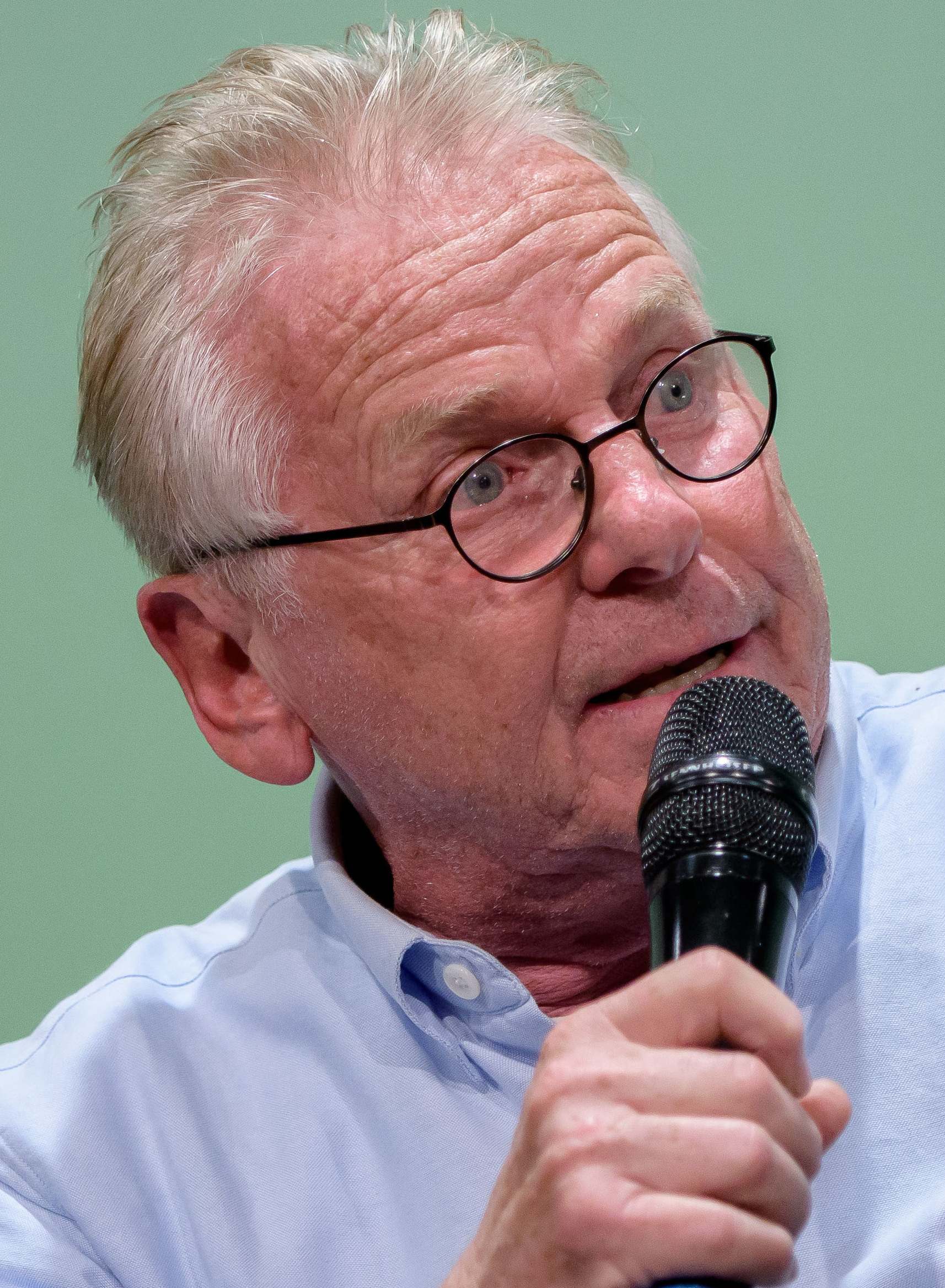
다니엘 콘벤디트

다니엘 마르크 콘벤디트(프랑스어: Daniel Marc Cohn-Bendit, 1945년 4월 4일 ~ )는 프랑스계 독일인 정치인이다. 독일계 폴란드인 아쉬케나지 유대인 가정에서 무국적으로 태어난 다니엘 콘벤디트는 1959년에 독일 시민권을, 2015년에 프랑스 시민권을 취득했다.
콘벤디트는 1968년 5월 프랑스의 68운동 당시 학생 지도자였으며, 당시에는 정치와 머리카락 색깔 때문에 다니엘 루즈(프랑스어로 '빨간 사춘기'를 뜻하는 '대니')로도 알려져 있었다. 그는 유럽 의회에서 유럽 녹색당-유럽 자유 동맹 그룹의 공동 의장을 역임했다. 그는 유럽에서 연방주의 프로젝트를 재개하는 것을 목표로 하는 유럽 의회 간 그룹인 스피넬리 그룹의 공동 의장을 맡고 있다. 그는 2016년 유럽 의회의 유럽 이니셔티브 상을 수상했다.
성인과 어린이 사이의 성에 관한 콘벤디트의 1970년대 글은 2001년과 2013년에 논란이 된 바 있다. 같은 해 라디오 텔레비전 스위스(RTS)에 대한 그의 발언과 1982년 프랑스 TV 쇼 아포스트로피에 대한 그의 발언도 마찬가지이다.